# Victoria Smurfit
Victoria Smurfit (nasceu em 1974 na capital da República da Irlanda, Dublin) é uma atriz irlandesa.

## Início da vida
Ela é parte da família Smurfit, uma das mais ricas na Irlanda. A família, liderada pelo tio de Victoria, Michael Smurfit, patrocinou uma série de eventos desportivos, incluindo o Smurfit European Open e Champion Hurdle. A família também está associada com Smurfit Business School na University College Dublin (UCD). Ela foi educada em duas escolas anglicanas, Colégio de São Columba, Dublin e na Escola de St. George, Ascot, Inglaterra. Ela fez um nível A em estudos de teatro e, em seguida, foi para a escola de teatro Bristol Old Vic.

## Carreira
Smurfit ganhou fama por seu papel como a Orla O'Connell na série de televisão da BBC, Ballykissangel. Desde 2003, ela assumiu a partir de Kate Buffery no papel principal em Trial & Retribution como DCI Roisin Connor. Ela também estrelou na série da BBC Radio 4, Baldi (série de rádio). Smurfit apareceu no episódio de Miss Marple de Agatha Christie no The Mirror Cracked From Side to Side. Ela também apareceu em um pequeno papel no filme A Praia. Apareceu no drama da rede de televisão NBC, Dracula como Lady Jane. Em Março começa a interpretar  icônica personagem  vilanesca Cruella de Vil, na série da ABC, Once Upon a Time (série de televisão), onde a história da personagem é modificada, dando a personagem o famigerado casaco de pele de dálmata, que a Cruella de Vil dos filmes Disney  jamais consegue. A personagem teve ótima aceitação do público em geral, sendo das três personagens chamadas "Queens Of Darkness", ou, "Rainhas da Escuridão" (Malévola, Úrsula e Cruella de Vill) a mais popular, por seu sotaque e por sua vilania nata, sem ter precisado de razões prévias, assim se tornando uma das poucas vilãs da série que não foi movida por uma vingança para se tornar vilã, ou seja, uma das personagens mais "humanas" da série. A personagem teve destaque principalmente no episódio "Sympathy for the De Vil", que conta sua história.

## Vida pessoal
Smurfit  é casada com o publicitário Douglas Baxter em 29 de julho de 2000, e deu à luz sua primeira filha, Evie Dorothy Baxter, em Dublin, Irlanda, em 2 de novembro de 2004. A segunda filha, Ridley Belle Baxter nasceu em maio de 2007. Seu primeiro rapaz e terceiro filho nasceram em novembro de 2008 e o nomeou Flynn Alexander Baxter.
Ela escreve um blog de opinião para The Dubliner, que muitas vezes apresenta histórias de sua vida pessoal. E é patrono da caridade das crianças World Vision Irlanda.